# Кузнєцов Віктор Васильович
Віктор Васильович Кузнєцов (21 серпня 1947, Німецька Демократична Республіка, тепер Федеративна Республіка Німеччина — 21 липня 2025) — український радянський діяч, бригадир пічових Броварського заводу порошкової металургії Київської області. Депутат Верховної Ради УРСР 10—11-го скликань. 

## Біографія
Освіта середня.
Проживав у Ставропольському краї РРФСР. Служив у Радянській армії (у військах Київського Червонопрапорного військового округу).
Член КПРС з 1969 року.
У 1970—1985 роках — пічовий Броварського заводу порошкової металургії Київської області.
З 1985 року — бригадир пічових Броварського заводу порошкової металургії імені 60-річчя Радянської України Київської області.
Потім — на пенсії в місті Броварах Київської області.

## Нагороди
- орден Трудового Червоного Прапора
- медалі
- почесний металург СРСР